# Kazu Makino
Kazu Makino (Kyoto, 31 dicembre 1969) è una cantante e musicista giapponese.
Fa parte del gruppo musicale indie rock e dream pop statunitense Blonde Redhead, di cui è cantante, chitarrista ritmica e tastierista dal vivo, eseguendo solitamente le parti di tastiera suonate in studio dal batterista Simone Pace.

## Biografia
Nata a Kyoto (Giappone), si è trasferita fin da piccola negli Stati Uniti, dove ha studiato pianoforte e canto. Dopo il liceo ha studiato arte. Nel 1993, all'età di 29 anni, ha conosciuto Maki Takahashi con cui studiava. Assieme ai fratelli italiani Simone e Amedeo Pace, Kazu e Maki (che poi lascerà il gruppo) hanno fondato i Blonde Redhead a New York. Nel gruppo Kazu è cantante, oltre che tastierista e chitarrista. Sa suonare anche il contrabbasso ed il sintetizzatore.
Ha dichiarato in diverse occasioni di non aver mai immaginato una sua carriera nel mondo musicale e di soffrire di "ansia da palcoscenico".
È appassionata di equitazione e ha un cavallo di nome Harry. Nel 2002 ha subito un grave incidente cadendo da cavallo, rimanendo infortunata alla mascella e alle ossa facciali. A causa dell'infortunio, che ha richiesto degli interventi chirurgici di ricostruzione, non ha potuto cantare per un lungo periodo. La canzone Equus, presente nell'album Misery Is a Butterfly, allude proprio all'incidente. Kazu ha inoltre dichiarato che in diverse canzoni si è ispirata, soprattutto per le idee ritmiche, al movimento dei cavalli.
Ha collaborato anche con altri artisti della scena rock statunitense: nel 2000 ha collaborato con i The Black Heart Procession per l'album Three, nel 2011 ha partecipato a Gloss Drop dei Battles, nel 2006 ha collaborato con i TV on the Radio per Return to Cookie Mountain.
Nel 2013 ha collaborato con Trentmøller per l'album Lost prestando la voce per la traccia 9, Come Undone e con Nosaj Thing per il brano intitolato Eclipse/Blue inclusa nell'album Home.
A settembre 2019 esce il suo primo lavoro solista dal titolo Adult Baby.

## Vita privata
È stata a lungo legata sentimentalmente al collega e compagno di band Amedeo Pace, la storia tra i due termina ai tempi dell'album 23.

## Discografia

### Album con i Blonde Redhead
- 1995 - Blonde Redhead
- 1995 - La Mia Vita Violenta
- 1997 - Fake Can Be Just as Good
- 1998 - In an Expression of the Inexpressible
- 2000 - Melody of Certain Damaged Lemons
- 2004 - Misery Is a Butterfly
- 2007 - 23
- 2010 - Penny Sparkle
- 2014 - Barragán
- 2017 - 3 O'Clock (Digital and EP-Vinyl 4 Tracks) - Ponderosa Music & Art